# Église Saint-Pierre de Montchâlons
L'église Saint-Pierre est une église située à Montchâlons, en France.

## Localisation
L'église est située sur la commune de Montchâlons, dans le département de l'Aisne.

## Historique
Le monument est inscrit au titre des monuments historiques en 1928.